# Autoroute A570
L'autoroute A570 è un'autostrada francese. Essa collega la A57 al centro cittadino di Hyères.

## Percorso
| Autoroute A 570 |                                                 |      |                                     |
| Tipo            | Indicazione                                     | km   | Area                                |
|                 | Autoroute A57                                   | 0    | Francia Provenza-Alpi-Costa Azzurra |
| 6               | La Bastide Verte Z.I. Toulon-est La Garde       | 0,16 | Francia Provenza-Alpi-Costa Azzurra |
|                 | Aire de Saint Augustin Solo in direzione ovest  | 1,93 | Francia Provenza-Alpi-Costa Azzurra |
| 7               | Saint Gervais La Bayorre La Crau                | 5,10 | Francia Provenza-Alpi-Costa Azzurra |
| 8               | La Recense Centre hospitalier Centre commercial | 7,31 | Francia Provenza-Alpi-Costa Azzurra |
|                 | Hyères                                          | 8,40 | Francia Provenza-Alpi-Costa Azzurra |